# Mastacembelus cunningtoni
Mastacembelus cunningtoni là một loài cá thuộc họ Mastacembelidae. Loài này có ở Burundi, Cộng hòa Dân chủ Congo, Tanzania, and Zambia. Các môi trường sống tự nhiên của chúng là sông và hồ nước ngọt. Nó bị đe dọa do mất môi trường sống.